# Павлючек, Кирилл Владимирович
Кири́лл Влади́мирович Павлю́чек (бел. Кірыл Уладзіміравіч Паўлючак; род. 27 июня 1984, Гродно) — белорусский футболист, защитник минского «Трактора».

## Карьера

### Клубная
Воспитанник «СДЮШОР № 6» Гродно. В 2001 году выступал за фарм-клуб, а в 2002—2008 годах — за основную команду минского «Динамо». Во время летнего трансферного окна 2008 года пополнил ряды клуба РФПЛ «Луч-Энергия» на правах аренды. В составе дальневосточников провел 10 игр, играя как на позиции защитника, так и полузащитника. По окончании сезона покинул клуб. В 2009 году вернулся на родину: был подписан контракт с гродненским «Неманом». В 2010 году играл в составе «Гомеля», с которым завоевал малые золотые медали Первой лиги Беларуси. После окончания сезона покинул клуб и подписал контракт с «Минском».
В августе 2012 года перешёл в могилёвский «Днепр». В сезоне 2013 был основным центральным защитником команды. По окончании сезона покинул клуб.
В феврале 2014 подписал контракт с молдавским «Зимбру». В декабре вслед за тренером Олегом Кубаревым покинул клуб.
В феврале 2015 года вернулся в Беларусь, подписав контракт с клубом Первой лиги «Городея». Помог клубу по результатам сезона выйти в Высшую лигу. В декабре продлил контракт с «Городеей». В сезонах 2016-2018 оставался основным игроком городейцев, выступал на позиции центрального защитника, только иногда отсутствовал из-за травм. В феврале 2018 года продлил соглашение с клубом на сезон 2019. В 2020 году стал капитаном команды.
В июле 2020 года по соглашению сторон покинул «Городею» и перешёл в мозырскую «Славию». Из-за травм редко появлялся на поле. В июле 2021 контракт с клубом был расторгнут.
В июле 2021 года присоединился к «Сморгони».
7 апреля 2022 года подписал контракт с «Крумкачами» из Второй лиги. В 2023 году завершил карьеру профессионального футболиста и присоединился в качестве тренера к академии «ДНК Нации». В марте 2023 года футболист решил продолжить футбольную карьеру игрока и присоединился к минскому «Трактору» из Второй лиги.
Окончил БГУФК по специальности тренер по футболу. В декабре 2023 года получил тренерскую лицензию В UEFA. Впоследствии начал работу с детьми в ДЮСШ по футболу "Груганы", набрав группу самых маленьких детей (6-8 лет).

### В сборной
Сыграл 3 матча в составе сборной Беларуси:
- 2 февраля 2008. Товарищеский матч. Исландия — Беларусь, 0:2. 46 минут, вышел на замену
- 4 февраля 2008. Товарищеский матч. Армения — Беларусь, 2:1.
- 6 февраля 2008. Товарищеский матч. Мальта — Беларусь, 0:1. 24 минуты, вышел на замену

## Достижения
- Чемпион Беларуси: 2004
- Серебряный призёр чемпионата Беларуси (2): 2005, 2006
- Бронзовый призёр чемпионата Беларуси: 2003
- Обладатель Кубка Беларуси: 2002/03
- Победитель Первой лиги Беларуси (2): 2010, 2012
- Обладатель Кубка Молдовы: 2013/14
- Обладатель Суперкубка Молдовы: 2014